# 고동물

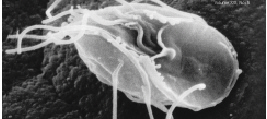

고동물(古動物) 또는 아르케조아(Archezoa)는 1983년 토마스 캐빌리어 스미스(Thomas Cavalier Smith)에 의해 제안된 생물군으로 단세포 진핵생물 가운데 한번도 미토콘드리아를 가지지 않은 원시 무(無)미토콘드리아 생물을 지칭한다.
유전학적 분석을 통해 고동물 후보들이 좁혀졌는데, 고아메바류(Archamoebae), 메타모나드(Metamonad), 부기체류(Parabasalia)가 있다. 이들 무리는 기생생활을 하는데, 독립생활을 하기도 한다. 고동물은 세포벽이 없어 식세포 능력을 가졌고, 발효에 의해 에너지를 얻으며 살았다. 이런 고동물이 세균을 삼켰고 그 이후에 공생을 통한 진핵생물로의 진화를 설명한다.

## 고동물의 맹점
고동물이라는 생물군이 진핵생물로의 진화를 완벽히 설명할 수 있는듯 보였으나, 결국 이 생물군이 진핵생물의 진화와는 관련이 없다는 것이 밝혀졌다. 고동물 후보였던 생물들이 모두 한 때는 미토콘드리아를 가지고 있었음으로 밝혀졌고, 유전적 분석 결과도 원시적 생물과는 관련이 없음을 증명하고 있었다.

## 생물 도메인 분류
| 린네               | 헤켈                | 채튼                  | 코플랜드            | 휘태커              | 워즈                     | 워즈               | 캐빌리어스미스           | 캐빌리어스미스         |
| 1735년 2계 분류    | 1866년 3계 분류     | 1925년 2계 분류       | 1938년 4계 분류     | 1969년 5계 분류     | 1977년 6계 분류          | 1990년 3역 분류    | 1993년 8계 분류          | 1998년 6계 분류        |
| ------------------ | ------------------- | --------------------- | ------------------- | ------------------- | ------------------------ | ------------------ | ------------------------ | ---------------------- |
| (다루지 않음)      | 원생생물 (Protista) | 원핵생물 (Prokaryota) | 모네라 (Monera)     | 모네라 (Monera)     | 진정세균 (Eubacteria)    | 세균 (Bacteria)    | 진정세균 (Eubacteria)    | 세균 (bacteria)        |
| (다루지 않음)      | 원생생물 (Protista) | 원핵생물 (Prokaryota) | 모네라 (Monera)     | 모네라 (Monera)     | 고세균 (Archaeabacteria) | 고세균 (Archaea)   | 고세균 (Archaeabacteria) | 세균 (bacteria)        |
| (다루지 않음)      | 원생생물 (Protista) | 진핵생물 (Eukaryota)  | 원생생물 (Protista) | 원생생물 (Protista) | 원생생물 (Protista)      | 진핵생물 (Eukarya) | 고동물 (Archezoa)        | 원생동물 (Protozoa)    |
| (다루지 않음)      | 원생생물 (Protista) | 진핵생물 (Eukaryota)  | 원생생물 (Protista) | 원생생물 (Protista) | 원생생물 (Protista)      | 진핵생물 (Eukarya) | 원생동물 (Protozoa)      | 원생동물 (Protozoa)    |
| (다루지 않음)      | 원생생물 (Protista) | 진핵생물 (Eukaryota)  | 원생생물 (Protista) | 원생생물 (Protista) | 원생생물 (Protista)      | 진핵생물 (Eukarya) | 유색조식물 (Chromista)   | 유색조식물 (Chromista) |
| 식물 (Vegetabilia) | 식물 (Plantae)      | 진핵생물 (Eukaryota)  | 식물 (Plantae)      | 식물 (Plantae)      | 식물 (Plantae)           | 진핵생물 (Eukarya) | 식물 (Plantae)           | 식물 (Plantae)         |
| 식물 (Vegetabilia) | 식물 (Plantae)      | 진핵생물 (Eukaryota)  | 식물 (Plantae)      | 균류 (Fungi)        | 균류 (Fungi)             | 진핵생물 (Eukarya) | 균류 (Fungi)             | 균류 (Fungi)           |
| 동물 (Animalia)    | 동물 (Animalia)     | 진핵생물 (Eukaryota)  | 동물 (Animalia)     | 동물 (Animalia)     | 동물 (Animalia)          | 진핵생물 (Eukarya) | 동물 (Animalia)          | 동물 (Animalia)        |

## 참고 문헌
- Power, Sex, Suicide: Mitochondria and the Meaning of Life Publisher: Oxford University Press, USA (December 11, 2006) ISBN-10: 0199205647 ISBN-13: 978-0199205646